# هبتاين

هيكل ل3-هبتاين.

مركبات الهبتاين هي مركبات عضوية هيدروكربونية من الألكاينات تشترك بالصيغة الكيميائية المجملة C7H12؛ بالتالي فهي مركبات متصاوغة، ومن ضمنها:
- 1-هبتاين
- 2-هبتاين
- 3-هبتاين

وهي المصاوغات الخطية التي تختلف عن بعضها في موقع الرابطة الثلاثية على السلسلة الكربونية.